# María Polydoúri
María Polydoúri (grec moderne : Μαρία Πολυδούρη), née le 1er avril 1902 à Kalamata et morte le 29 avril 1930 à Athènes, est une poétesse grecque appartenant à l'école du néoromantisme. Elle est souvent comparée aux poètes maudits français.

## Biographie
Polydoúri est née à Kalamata, le 1er avril 1902. Elle est une des cinq enfants du philologue Eugène Polydoúris et de la féministe Kyriakí Markátou. Elle fait ses études secondaires à Kalamata, et fréquente également l'école à Gythio et Filiatra, ainsi qu'à  l'Arsákeio d'Athènes pendant deux ans.
Elle a fait sa première apparition dans le monde littéraire à l'âge de 14 ans avec le poème en prose La Douleur de la Mère, qui fait référence à la mort d'un marin qui s'est échoué sur les rives de Filiatra et est influencée par les lamentations entendues à la péninsule de la Magne[pas clair]. Elle rassemble ses premiers poèmes dans le recueil Margarites qui n'est pas publié et finalement est perdu.
À seize ans, elle commence à travailler à la Préfecture de la Messénie tout en écrivant régulièrement. Elle porte un intérêt aux questions sociales et soutient les droits des femmes et leur lutte pour l'égalité, manifestant un intérêt à La querelle des femmes.
En 1920, dans une courte période de quarante jours, elle assiste à la fois la mort de ses deux parents.
En 1921, elle est transférée à la Préfecture d'Athènes et s'inscrit à la Faculté de Droit de l'Université nationale et capodistrienne d'Athènes. Elle rencontre, en janvier 1922, le poète Kóstas Karyotákis, qui  travaille dans le même service qu'elle. Une relation passionnée les unit, qui, bien que courte, influencera de manière décisive sa vie et son travail.
Kóstas Karyotákis bénéficie déjà d'une certaine notoriété et du respect de certains critiques et compagnons-artisans. Pendant l'été 1922, il découvre  qu'il souffre de la syphilis, une maladie incurable et porteuse de stigmatisation sociale. Maria Polydoúri propose qu'ils se marient sans avoir d'enfants, mais Kóstas Karyotákis refuse et le couple se sépare en septembre 1922. Maria Polydoúri ne surmontera jamais la perte de cet amour.
Dès cette époque, elle publie des poèmes dans des périodiques athéniens et de province, notamment la revue Esperos.
En 1924, Maria Polydoúri rencontre Aristotelis Georgiou, un avocat qui vient de rentrer de Paris. Ils se fiancent au début de 1925. Maria Polydoúri perd son travail après des absences répétées et abandonne la faculté de Droit. Elle étudie alors à la Kounallaki, l'école d'art dramatique du théâtre national et joue le rôle principal dans une pièce de Dario Niccodemi, Le Petit Chiffon en 1926,.
Elle évoque son séjour athénien dans Athinaïko Imeroloyio, 1921-1925 (« journal athénien, 1921-1925 »). En 1925, elle écrit une longue nouvelle, restée inachevée et sans titre qui ne sera pas publié de son vivant mais figure dans ses Œuvres complètes, parues en 1982.
Pendant l'été 1926, elle rompt ses fiançailles et part pour Paris. Elle étudie la couture et obtient un diplôme à l'école Pigier, mais contracte la tuberculose et doit être soignée à l'hôpital de la Charité pendant un mois. Elle retourne à Athènes en 1928 et est hospitalisée au sanatorium Sotiria, où elle apprend le suicide de son ancien amant, Kostas Karyotákis. Son frère Kostas l'aide à payer de meilleures conditions d'hospitalisation mais l'argent vient à manquer et elle est transférée dans une chambre de troisième catégorie, si bruyante qu'elle demande à intégrer la salle des mourants.
Elle recommence à écrire et publie son premier recueil de poésie Ces légers gazouillis en 1928, suivi de L'Écho sur le chaos en 1929, considérés comme les meilleurs de son œuvre. En 1930, son état s'aggrave rapidement.
Elle meurt de la tuberculose au matin du 29 avril 1930, à l'âge de 28 ans, après une série d'injections de morphine à la clinique Christomanos. Sa fin de vie émeut tout le pays et fait d'elle une héroïne grecque de légende. L'écrivain Angelos Terzakis (1907–1979) écrit « Nous, les jeunes et complètement étrangers à la famille, avions le sentiment d'enterrer quelqu'un qui n'appartenait secrètement qu'à nous. Nous, au moment où la dépouille de Maria Polydouri a été conduite à la tombe, nous entendions obscurément dans le jeu la marche épique d'une époque. »
Maria Polydoúri laisse aussi deux œuvres en prose, son journal et un roman sans titre dans lequel elle attaque le conservatisme et l'hypocrisie de l'époque.

## Œuvre

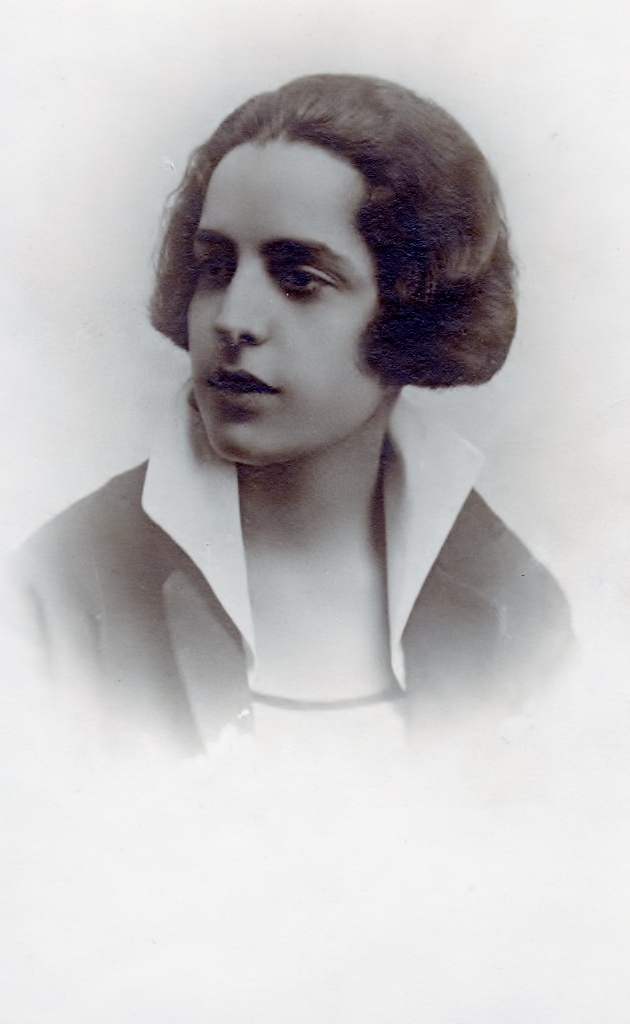
Polydoúri en 1918.

María Polydoúri appartient à la génération des poètes grecs néo-romantiques des années 1920, qui a favorisé le sentiment d'insatisfaction et de déclin. L'amour et la mort sont les deux axes autour desquels sa poésie s'articule.
Le critique et poète Kóstas Stergiópoulos écrit :

« Maria Polydouri a écrit ses poèmes, comme si elle écrivait son journal intime. La transmutation s'est fait automatiquement et sans effort. Pour Polydoúri, l'expression voulait dire la transcription directe de l'ensemble des événements survenus dans son monde émotionnel à la langue poétique avec toutes les idéalisations et les exagérations romantiques que dicte sa nature. »

Maria Polydoúri est considérée comme une des figures marquantes d'un romantisme européen tardif et sa poésie comme d'un niveau comparable à celle de Verlaine.
Le premier article sur María Polydoúri basé sur ses archives et journal est signé Vasiliki Bobou-Stamati et est publié dans Elliniki Dimiourgia (1954), p. 617-624. Le recueil des œuvres de María Polydoúri est publié pour la première fois dans les années 1960 par l'Estia de Presse, organisée par Lilí Zográfou. Depuis lors, ils ont été réédités par divers éditeurs. L'écrivain et poète Kostis Gimossoulis a écrit une biographie fictive intitulée La lumière pleut. Ses poèmes ont été mis en musique par des compositeurs grecs, des artistes classiques et rock - notamment Menelaos Palladio, Kostis Kritsotakis, Nikos Mamangakis, Yiannis Spanos, Notis Mavroudis, George Arkomanis, Dimitris Papadimitriou, Michalis Koumbios, Stelios Botonakis, les groupes Plinthetes et Iliodromio, et le compositeur Nikos Fylaktos avec la voix et le piano.
Ses poèmes (ou au moins une partie d'entre eux) ont été traduits en bulgare, catalan, néerlandais, allemand, français, italien, macédonien, roumain, espagnol et suédois.